# 比氏深海狗母魚
比氏深海狗母魚（学名：Bathypterois bigelowi）為輻鰭魚綱仙女魚目青眼魚亞目爐眼魚科的一種，分布於中西大西洋墨西哥灣、加勒比海及佛羅里達海峽海域，屬深海底棲性魚類，深度377-986公尺，體長可達13公分，棲息在底層水域，生活習性不明。